# Serge Moscovici
Serge Moscovici, nato Srul Herş Moscovici (Brăila, 14 giugno 1925 – Parigi, 16 novembre 2014), è stato uno psicologo e sociologo rumeno naturalizzato francese, una delle figure più rilevanti nel campo della psicologia sociale europea.

## Biografia
Nasce a Brăila, in Romania, il 14 giugno del 1925 da una famiglia ebraica. Negli anni cinquanta presenta per la prima volta la "Teoria delle Rappresentazioni sociali" (RS), secondo la quale la rappresentazione della realtà è costruita semanticamente e condivisa socialmente. Moscovici sostiene che le rappresentazioni sociali sono la sintesi di valori condivisi che si basano su caratteristiche comuni.
Egli ritiene che la psicologia sociale abbia sempre a che fare con fenomeni simultaneamente psicologici e sociali. I processi mentali condizionano le dinamiche sociali.
Moscovici collabora inoltre allo sviluppo di due importanti mesoteorie della psicologia sociale ad orientamento cognitivo: la teoria dell'influenza sociale delle minoranze e la teoria del "consenso sociale e delle decisioni collettive". Suoi studi sull'influenza sociale hanno portato al modello funzionale, secondo cui chi ha più potere, autorità, influenza le opinioni di chi è "inferiore". Egli ritiene che tutte le persone possono essere sia fonte che bersaglio di influenza sociale anche se in misura diversa e in funzione del loro status.
Per Moscovici la società è pensante e non imita in modo pedissequo, passivo ciò che pensa e realmente attua la classe dominante.
Nel suo libro Le rappresentazioni sociali descrive i processi che l'individuo adotta per controllare la sua naturale paura dell'ignoto, cioè ancoraggio e oggettivazione.
Il primo consiste nell'associare a ciò che è percepito come nuovo ciò che è noto (avviene ad esempio quando si trovano in uno sconosciuto somiglianze con una persona nota). Il secondo consiste nel concretizzare ciò che è virtuale (avviene ad esempio nell'assimilazione della figura di Dio con quella di una persona).
Moscovici ha diretto il Laboratoire Européen de Psychologie Sociale della Maison des Sciences de l'Homme di Parigi. È il padre del politico socialista Pierre Moscovici, più volte Ministro. È morto il 16 novembre 2014, all'età di 89 anni.

## Riconoscimenti
Nel 2003 ha ricevuto il Premio Balzan per la psicologia sociale.

## Opere
- Moscovici, S. (1961). La psychanalise, son image et son public, PUF.
- Moscovici, S. L'âge des foules, Parigi, Fayard, ried. Bruxelles, Complexe, 1981.

## Opere in italiano
- Serge Moscovici, Le rappresentazioni sociali, Bologna, Il Mulino, 2005, ISBN 9788815106780.